# Gancanagh
Un gancanagh, geancanagh o ganconer (del irlandés: gean cánach, 'el que dice palabras de amor') es un espíritu fantástico masculino de la mitología de Irlanda del Norte, especialmente conocido por seducir a las mujeres.

## Etimología
El nombre se ha traducido con varias grafías, como geancánach o ganconer.
Fuentes recogidas en el condado de Meath por la Comisión del Folclore Irlandés indican que la palabra (pronunciada gankanah o gankaneh) también podría significar un niño pequeño o precoz, indicando una pequeñez parecida a la de un ser feérico.

## Leyenda
En 1888, W. B. Yeats señaló que el gancanagh no aparecía en los diccionarios y que no era muy conocido en Connacht.
En un relato recogido en The Dublin and London Magazine en 1825, ganconer se define como "un nombre dado a los seres feéricos, alias la 'buena gente', en el norte de Irlanda". Se les describe como hombrecillos que viven en cuevas, dirigidos por el Capitán Dearg ("El Capitán Rojo"). Un ganconer secuestra a una mujer humana, y su enamorado debe recuperarla en la noche de Halloween. La atrapa en un cruce de caminos, pero ella queda atrapada entre él y los ganconers y muere. En otra historia de la misma revista, un grupo de ganconers juega al hurling y se lleva la vaca de una viuda a un país de los seres feéricos bajo el lago de Loughleagh. La dueña recupera la vaca, pero en el momento en que alguien dice el nombre de Dios cerca, la vaca se hunde en el suelo para no volver a ser vista jamás.
Nicholas O'Kearney describió en 1855 que el geancanagh era un hombrecillo parecido al leprechaun, pero más perezoso. Aparecía en los valles solitarios con una dudeen, una pipa corta de arcilla que, en consecuencia, se conocía como "la pipa del geancanagh". La dudeen también se asociaba con el clurichaun, otro ser feérico. El geancanagh seducía a pastoras y lecheras. Se consideraba de muy mala suerte encontrarse con él, y se decía que cualquier hombre que hubiera malgastado su dinero persiguiendo mujeres se había encontrado con un geancanagh.
El capitán Dearg y un ejército de ganconers aparecen en la poesía de John O'Hanlon como soldados feéricoss que cabalgan por el aire. O'Hanlon identificó a los ganconer como un nombre alternativo para los feéricos o gente pequeña.
La poetisa irlandesa Ethna Carbery caracterizó al "Hablador del amor" como un ser feérico apuesto con aspecto de íncubo y ojos negros. No tiene sombra y se acerca acompañado de niebla. Seduce a las doncellas, dejándolas que se consuman y mueran después. Por ello, se dice que todas las mujeres mueren añorándole. Es Por ello, se dice que todas las mujeres mueren añorando a Ganconer.desterrado mediante la señal de la cruz, pero demasiado tarde para la protagonista del poema, que ya le ha besado.
En un relato del siglo XX recogido por la Comisión del Folclore Irlandés, un geancanagh protagoniza un papel similar al de un leprechaun. Es capturado y obligado a mostrar dónde está enterrado su oro, sólo para engañar a su captor.

## En la cultura popular
W. B. Yeats utilizaba "Ganconagh" como seudónimo.